# Lechâtelet
Lechâtelet est une commune française située dans le canton de Brazey-en-Plaine du département de la Côte-d'Or en région Bourgogne-Franche-Comté.

## Toponymie

### Climat
Pour des articles plus généraux, voir Climat de la Bourgogne-Franche-Comté et Climat de la Côte-d'Or.
En 2010, le climat de la commune est de type climat océanique dégradé des plaines du Centre et du Nord, selon une étude du Centre national de la recherche scientifique s'appuyant sur une série de données couvrant la période 1971-2000. En 2020, Météo-France publie une typologie des climats de la France métropolitaine dans laquelle la commune est exposée à un climat semi-continental et est dans la région climatique  Bourgogne, vallée de la Saône, caractérisée par un bon ensoleillement (1 900 h/an), un été chaud (18,5 °C), un air sec au printemps et en été et des vents faibles. 
Pour la période 1971-2000, la température annuelle moyenne est de 11 °C, avec une amplitude thermique annuelle de 17,8 °C. Le cumul annuel moyen de précipitations est de 818 mm, avec 11 jours de précipitations en janvier et 7,4 jours en juillet. Pour la période 1991-2020, la température moyenne annuelle observée sur la station météorologique de Météo-France la plus proche, « Pagny-le-chateau », sur la commune de Chamblanc à 5 km à vol d'oiseau, est de 11,7 °C et le cumul annuel moyen de précipitations est de 802,0 mm,. Pour l'avenir, les paramètres climatiques de la commune estimés pour 2050 selon différents scénarios d'émission de gaz à effet de serre sont consultables sur un site dédié publié par Météo-France en novembre 2022.

## Urbanisme

### Typologie
Au 1er janvier 2024, Lechâtelet est catégorisée commune rurale à habitat dispersé, selon la nouvelle grille communale de densité à 7 niveaux définie par l'Insee en 2022.
Elle est située hors unité urbaine. Par ailleurs la commune fait partie de l'aire d'attraction de Dijon, dont elle est une commune de la couronne,. Cette aire, qui regroupe 333 communes, est catégorisée dans les aires de 200 000 à moins de 700 000 habitants,.

### Occupation des sols
L'occupation des sols de la commune, telle qu'elle ressort de la base de données européenne d’occupation biophysique des sols Corine Land Cover (CLC), est marquée par l'importance des territoires agricoles (68,1 % en 2018), en diminution par rapport à 1990 (71,7 %). La répartition détaillée en 2018 est la suivante : 
terres arables (54,5 %), forêts (14,5 %), prairies (13,6 %), zones urbanisées (10,3 %), eaux continentales (7,1 %). L'évolution de l’occupation des sols de la commune et de ses infrastructures peut être observée sur les différentes représentations cartographiques du territoire : la carte de Cassini (XVIIIe siècle), la carte d'état-major (1820-1866) et les cartes ou photos aériennes de l'IGN pour la période actuelle (1950 à aujourd'hui).

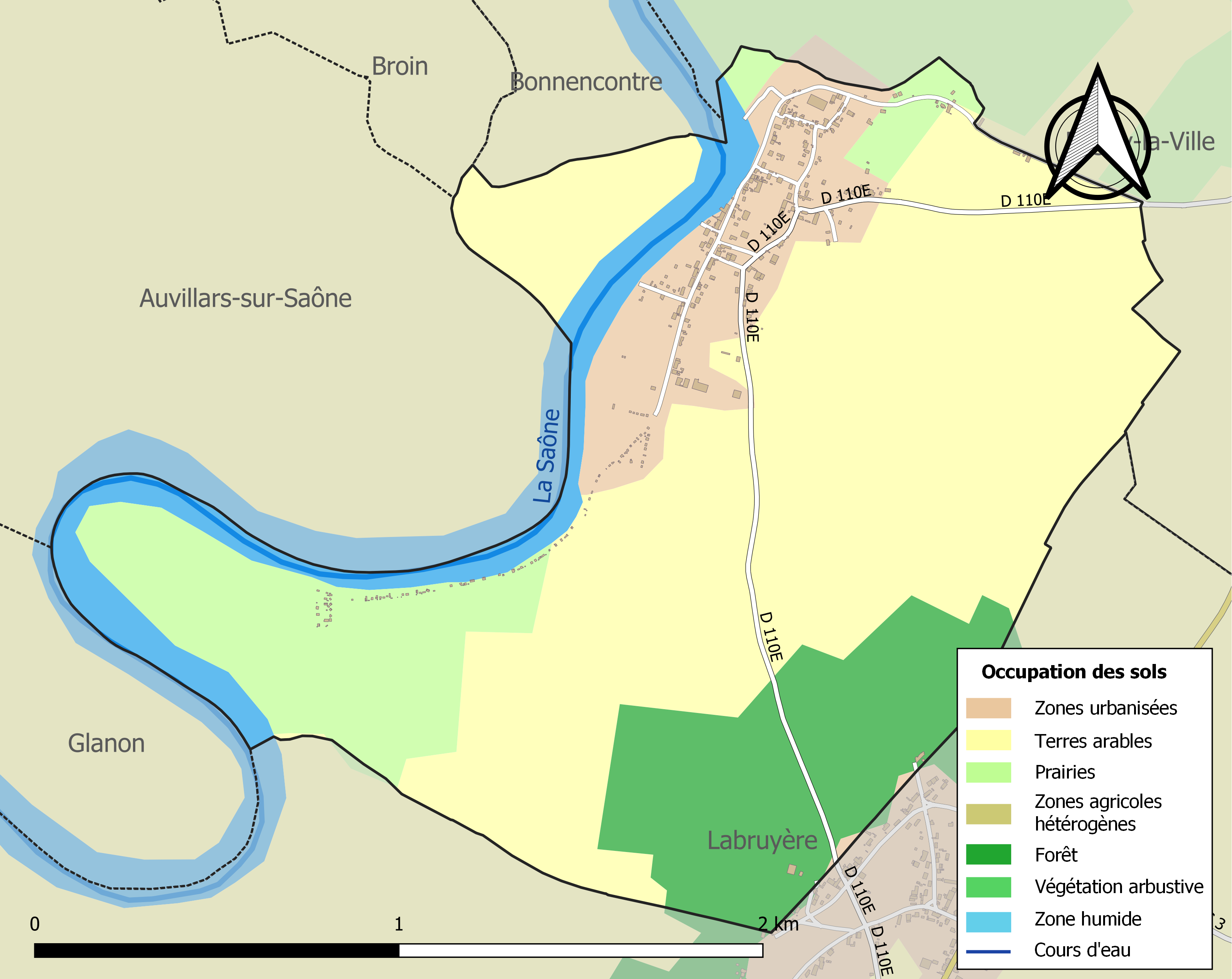
Carte des infrastructures et de l'occupation des sols de la commune en 2018 (CLC).

## Politique et administration
| Période                                  | Période       | Identité                        | Étiquette | Qualité |
| ---------------------------------------- | ------------- | ------------------------------- | --------- | ------- |
| 1793                                     | 1809          | M.Cadet PETITJEAN               |           |         |
| 1809                                     | 1815          | M.Robert NANTEUIL               |           |         |
| 1815                                     | 1816          | M.Bernard PETITJEAN             |           |         |
| 1816                                     | 1827          | M.Pierre DELORME                |           |         |
| 1827                                     | 1837          | M.Jean-Baptiste PETITJEAN       |           |         |
| 1837                                     | 1843          | M.Balthazard PETITJEAN          |           |         |
| 1843                                     | 1848          | M.Claude PETITJEAN RENARD       |           |         |
| 1848                                     | 1848 (2 mois) | M.Pierre RENARD PETITJEAN       |           |         |
| 1848                                     | 1850          | M.Philipon Henri BARD           |           |         |
| 1850                                     | 1852          | M.Claude PETITJEAN RENARD       |           |         |
| 1852                                     | 1864          | M.Jean DECORNE LANQUIN          |           |         |
| 1864                                     | 1871          | M.Barthelemy Philippe PETITJEAN |           |         |
| 1871                                     | 1892          | M.Jules RENARD                  |           |         |
| 1892                                     | 1906          | M.Léon JACQUIN                  |           |         |
| 1906                                     | 1912          | M.Achille PETITJEAN             |           |         |
| 1912                                     | 1919          | M.Auguste ROUSSELET             |           |         |
| 1919                                     | 1929          | M.Léon JACQUIN                  |           |         |
| 1929                                     | 1938          | M.Camille PETITJEAN             |           |         |
| 1938                                     | 1944          | M.Joseph DUCORDEAU              |           |         |
| 1944                                     | 1968          | M.Lucien CAMUZET                |           |         |
| 1968                                     | 1995          | M.Claude LAIBE                  |           |         |
| 1995                                     | En cours      | M.Michel DECUPPER               |           |         |
| Les données manquantes sont à compléter. |               |                                 |           |         |

## Démographie
L'évolution du nombre d'habitants est connue à travers les recensements de la population effectués dans la commune depuis 1793. Pour les communes de moins de 10 000 habitants, une enquête de recensement portant sur toute la population est réalisée tous les cinq ans, les populations de référence des années intermédiaires étant quant à elles estimées par interpolation ou extrapolation. Pour la commune, le premier recensement exhaustif entrant dans le cadre du nouveau dispositif a été réalisé en 2006.

En 2022, la commune comptait 233 habitants, en évolution de +1,75 % par rapport à 2016 (Côte-d'Or : +0,82 %, France hors Mayotte : +2,11 %).
| 1793 | 1800 | 1806 | 1821 | 1831 | 1836 | 1841 | 1846 | 1851 |
| ---- | ---- | ---- | ---- | ---- | ---- | ---- | ---- | ---- |
| 390  | 442  | 413  | 461  | 446  | 460  | 466  | 501  | 521  |

| 1856 | 1861 | 1866 | 1872 | 1876 | 1881 | 1886 | 1891 | 1896 |
| ---- | ---- | ---- | ---- | ---- | ---- | ---- | ---- | ---- |
| 513  | 482  | 448  | 402  | 374  | 382  | 336  | 295  | 290  |

| 1901 | 1906 | 1911 | 1921 | 1926 | 1931 | 1936 | 1946 | 1954 |
| ---- | ---- | ---- | ---- | ---- | ---- | ---- | ---- | ---- |
| 270  | 256  | 222  | 220  | 214  | 212  | 176  | 169  | 164  |

| 1962 | 1968 | 1975 | 1982 | 1990 | 1999 | 2006 | 2011 | 2016 |
| ---- | ---- | ---- | ---- | ---- | ---- | ---- | ---- | ---- |
| 135  | 127  | 110  | 108  | 125  | 178  | 204  | 207  | 229  |

| 2021 | 2022 | - | - | - | - | - | - | - |
| ---- | ---- | - | - | - | - | - | - | - |
| 227  | 233  | - | - | - | - | - | - | - |

## Culture locale et patrimoine

### Lieux et monuments

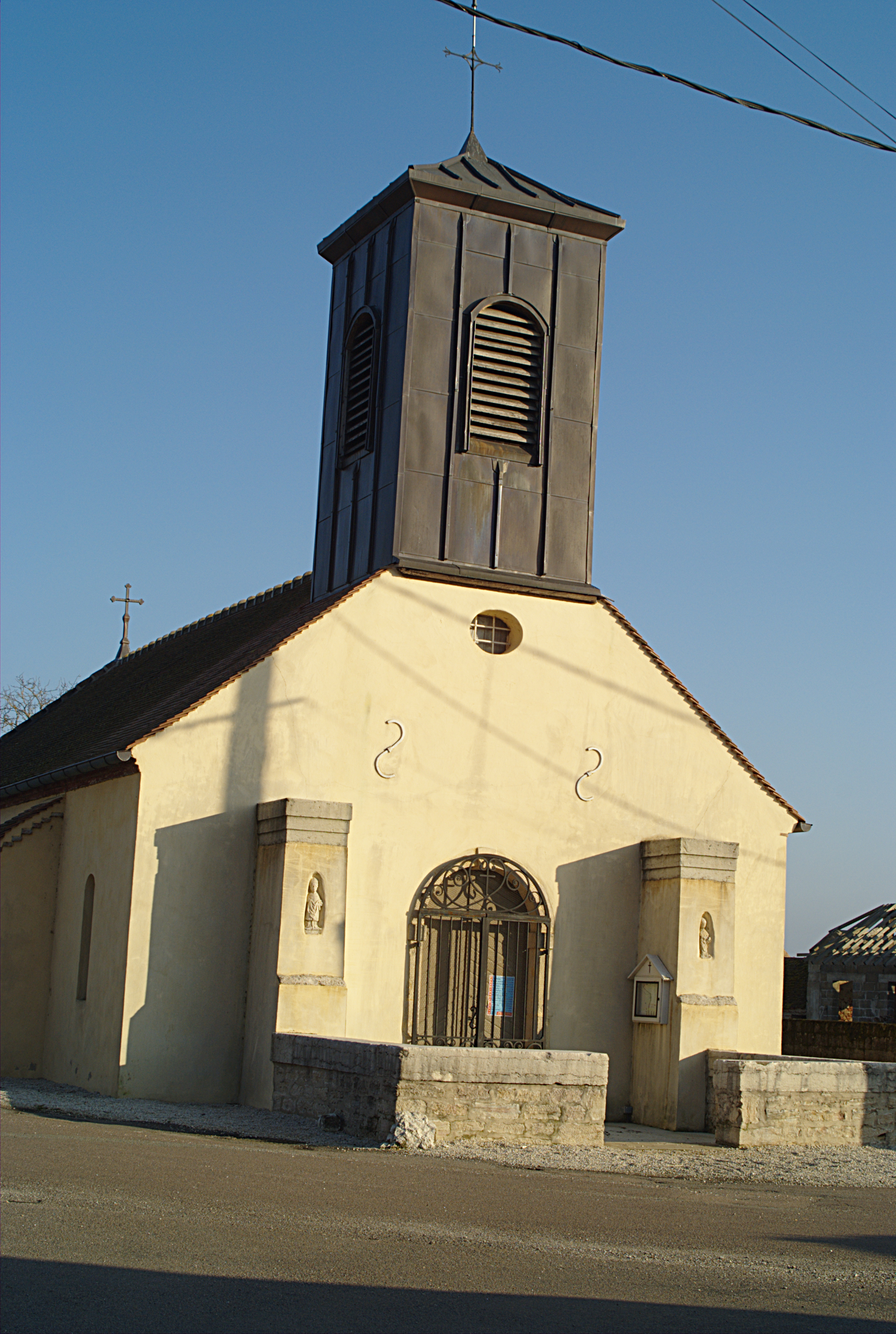
Église paroissiale Saint-Jean-Baptiste.

- Église paroissiale Saint-Jean-Baptiste figurant dans la base Mérimée sous la Notice no IA00071044, sur la plateforme ouverte du patrimoine, base Mérimée, ministère français de la Culture.

### Personnalités liées à la commune
- Guillaume Meurice (1981), humoriste et chroniqueur radio. Il a passé les six premières années de sa vie à Lechâtelet[17].

### Héraldique
| Blason | Blasonnement : D'azur à l'écusson bandé de six pièces d'or et d'azur à la bordure de gueules, l'écusson accompagné de trois ancres d'argent, deux en chef et une en pointe, à la bordure d'or crénelée en chef brochant le tout. |